# TV Hörde
Der TV Hörde (Turnverein Hörde 1861 e. V.) ist ein Sportverein in Hörde. Er wurde 1861 gegründet und bietet heute in drei Abteilungen die Sportarten Volleyball, Basketball und Turnen/Gymnastik an.

## Volleyball
In der Saison 2021/22 spielen beim TV Hörde fünf Frauen-, vier Männer- und zahlreiche Jugendmannschaften. Ranghöchste Mannschaften im Dortmunder Volleyball sind die erste Frauen- und Männermannschaft, die jeweils in der Dritten Liga West antreten. Trainerin des Frauen-Teams ist Tonya Slacanin, die in Deutschland unter ihrem Spitznamen Teee Williams bekannt ist. Trainer der 1. Männermannschaft ist Michael Kohne. Es folgt die 2. Frauenmannschaft, die in der neuen Saison in der Regionalliga West antritt.
Die gute Jugendarbeit des TV Hörde hat zur Folge, dass zahlreiche Jugendmannschaften ihre Startberechtigung in der höchsten Jugendklasse, der NRW-Liga, haben.

### Mannschaften Saison 2021/22

#### Frauen
- Frauen 1 – Dritte Liga West
- Frauen 2 – Regionalliga West
- Frauen 3 – Landesliga 5
- Frauen 4 – Bezirksklasse 18
- Frauen 5 – Kreisliga Dortmund-Unna

#### Männer
- Männer 1 – Dritte Liga West
- Männer 2 – Oberliga 3
- Männer 3 – Landesliga 6
- Männer 4 – Bezirksliga 9

### Geschichte
In den 1980er Jahren spielten die Frauen des TV Hörde mit Nationalspielerinnen wie Uschi Westphal, Ruth Holzhausen, Karen Baumeister, Ulrike Schmidt, Susanne Köster, Michaela Vosbeck und Maike Friedrichsen in der Ersten Bundesliga.
Die Männer spielten in den 1970er und 1980er Jahren zeitweise in der Zweiten Bundesliga Nord, wechselten aber 1989 zum VC Hohenlimburg.

## Basketball
In der Saison 2014/15 spielen beim TV Hörde zwei Frauen- und zahlreiche Jugendmannschaften. Die erste Mannschaft spielt in der Landesliga.

## Turnen und Gymnastik
In dieser Abteilung wird Breitensport wie Kinderturnen, Gymnastik für alle Altersgruppen sowie Geräteturnen angeboten.